# Кілька пряного посолу
Солона кілька зі спеціями (ест. Vürtsikilu) — традиційний естонський рибний продукт, який готується шляхом засолювання кільки (шпротів) з сумішшю спецій (пряний посол).
Спосіб приготування, ймовірно, походить з XVIII–XIX століть з місцевості навколо Таллінна.
Свіжовиловлені восени шпроти перекладають крупною сіллю, невеликою кількістю цукру і сумішшю спецій ( чорний перець, духмяний перець, гвоздика, кориця, імбир, мускатний горіх, коріандр, кардамон, лавр ), черевом догори, у відповідному посуді. Дають їм вистоятися під тиском протягом кількох днів перед використанням і зберігають в холоді.
Для засолювання шпротів в домашніх умовах традиційно використовуються металеві ємності об’ємом три літри, так званий ест. kilumannergut.

## Kiluvêleib
ест. Kiluvêleib — бутерброд з килькою, традиційна закуска естонської кухні XX століття.
Зазвичай цей бутерброд готують із скибочок чорного хліба, які змащують вершковим маслом (або яєчним маслом) і прикрашають філе кільки пряного посолу, за бажанням також скибочками вареного яйця, майонезом, зеленню тощо.

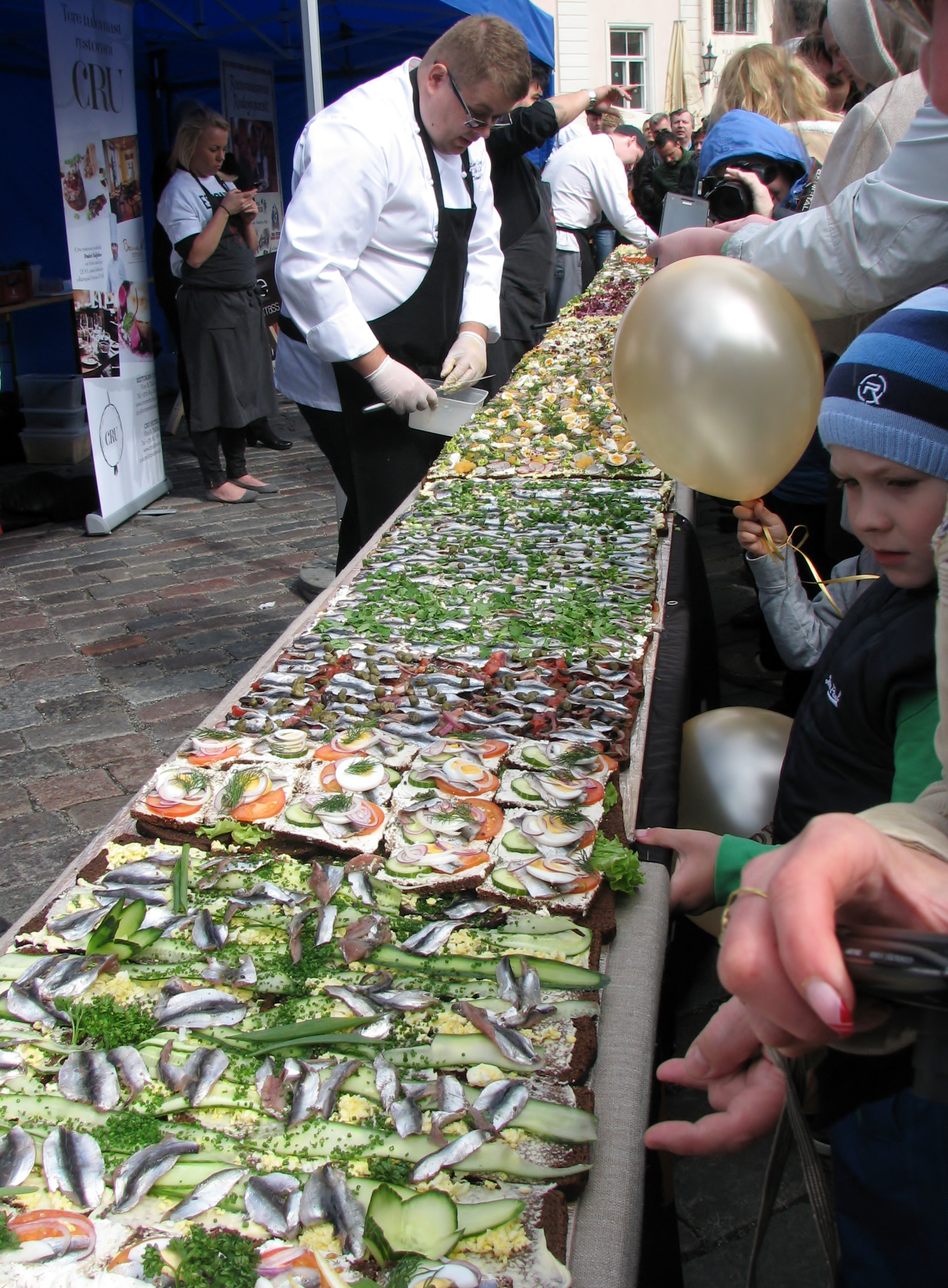
У рамках відкриття Дня Таллінна на Ратушній площі приготували приблизно 20-метровий сендвіч з кількою
Фото: Ave Maria Wise, 15 травня 2014 р

## Tallinna kilud
Відомим брендом промислового виробництва кільки пряного посолу є «Tallinn kilud», на етикетці консервної банки, котрого був зображений силует старого міста Таллінна – звідси виник вираз «силует банки кільки».
Останнім виробником «Tallinn kilud» у Таллінні був OÜ Papissaar, котрий, однак, припинив діяльність у 2012 році через дефіцит і підвищення цін на рибу та зростання цін на традиційні жерстяні банки . Підприємство AS Kihnu Kala, котре була засноване в 1994 році на острові Кіхну, досі виробляє «Tallinn kilud». З 2005 року виробництво знаходиться в Пярну. 

## Дивись також
- Засолювання риби
- Засолювання